# Voith Schneider
Voith-Schneiderov sustav, također poznat kao i cikloidni pogon (eng. cycloidal drive) ili pogon s vertikalnom osovinom, specijalizirani je brodski porivni sustav koji daje vrlo dobru upravljivost. Koristi se kod brodova koji trebaju promijeniti smjer potiska gotovo trenutno, poput trajekata i tegljača.

## Princip rada
Od kružne ploče, koja rotira oko svoje vertikalne osi, kružni niz vertikalnih lopatica (u obliku krila hidrodinamičkog oblika) izlazi iz dna broda. Također se svaka lopatica može rotirati oko svoje vertikalne osi. Unutarnja oprema mijenja kut napada svakog krila sinkronizirano s rotacijom kružne ploče, tako da svako krilo može osigurati poriv u bilo kojem smjeru.
Za razliku od ostalih pogona, za promjenu smjera poriva, Voith Schneider pogon zahtjeva promjenu uzorka orijentacije lopatica što uklanja potrebu za kormilom. Učinkovitost je visok i pruža gotovo trenutačnu promjenu smjera. Ovakav tip pogona je sve češći kod radnih brodova, kao što su npr. vatrogasni brodovi ili tegljači. Voith Schneiderov pogon je učinkovitiji i brži za manevar od npr. Z-pogona, ali je kratkoročno gledano mnogo skuplji. Međutim, troškovi životnog vijeka idu mu u korist. Lopatice koje izlaze iz dna trupa rade problem za operacije u plitkoj vodi. Niska razina akustičnosti razlog je zašto se ovaj pogon također koristi za brodove minolovce.

## Povijest
Propeler Voith Schneider bio je izvorno projekt za hidro-električne turbine. Austrijski izumitelj, Ernst Schneider, imao je priliku sastati se sa zaposlenikom Voithove podružnice St. Polten, a to je dovelo do istrage turbine od strane Voith-ovih inženjera. Iako turbina nije radila ništa bolje od drugih hidroturbina, utvrđeno je da Scheniderov projekt radi dobro kao pumpa, te da bi mijenjajući orijenataciju vertikalnih lopatica mogao funkcionirati kao propulzor. Godine 1928. izrađen je prototip koji je instaliran na motor od 60 konjskih snaga. Nakon uspješnih testova koji su izvršeni na Bondenskom jezeru, brojni su njemački minolovci izgrađeni od 1929. opremljeni navedenim propulzorom. Do kraja 30-ih godina, osamdesetak brodova je imalo VSP i od tada se njegova primjena sve više širi. 